# 1987 en els vols espacials
Aquest article és una llista d'esdeveniments de vols espacials relacionats que es van produir el 1987.

## Llançaments
| Data i hora (UTC)       | Coet | Coet                      | Plataforma de llançament                   | Plataforma de llançament              | LSP                      | LSP                  |
| ----------------------- | --- | ------------------------- | ------------------------------------------ | ------------------------------------- | ------------------------ | -------------------- |
| Data i hora (UTC)       | Càrrega útil | Operador                  | Òrbita                                     | Funció                                | Deteriorament (UTC)      | Resultat             |
| Data i hora (UTC)       | Comentaris |                           |                                            |                                       |                          |                      |
| 5 de febrer 21:38:16    | Unió Soviètica - Soiuz-U2 | Unió Soviètica - Soiuz-U2 | Unió Soviètica - Baikonur Site 1/5         | Unió Soviètica - Baikonur Site 1/5    | Unió Soviètica           | Unió Soviètica       |
| 5 de febrer 21:38:16    | Unió Soviètica - Soiuz TM-2 |                           | Terrestre baixa (Mir)                      | Mir EO-2                              | 30 de juliol 01:04:12    | Reeixit              |
| 5 de febrer 21:38:16    | Vol tripulat llançant dos cosmonautes i retornant tres, primer vol tripulat del Soiuz-TM |                           |                                            |                                       |                          |                      |
| 26 de febrer 23:05      | Estats Units - Delta 3914 | Estats Units - Delta 3914 | Estats Units - Cape Canaveral LC-17A       | Estats Units - Cape Canaveral LC-17A  | Estats Units             | Estats Units         |
| 26 de febrer 23:05      | Estats Units - GOES 7 | NOAA                      | Geoestacionària                            | Meteorològic                          | En òrbita                | Operational          |
| 31 de març 00:16:16     | Unió Soviètica - Proton-K | Unió Soviètica - Proton-K | Unió Soviètica - Baikonur Site 200/39      | Unió Soviètica - Baikonur Site 200/39 | Unió Soviètica           | Unió Soviètica       |
| 31 de març 00:16:16     | Unió Soviètica - Kvant-1 | 1991—2001: Roskosmos      | Terrestre Baixa (Mir)                      | Mòdul de la Mir                       | 23 de març 2001 05:59:36 | Reeixit              |
| 31 de març 00:16:16     | Unió Soviètica - Kvant FSB |                           | Terrestre Baixa (Kvant-1)                  | Remolcador espacial                   | 25 d'agost 1988          | Reeixit              |
| 15 de maig 17:30:01     | Unió Soviètica - Enérguia | Unió Soviètica - Enérguia | Unió Soviètica - Baikonur Site 250         | Unió Soviètica - Baikonur Site 250    | Unió Soviètica           | Unió Soviètica       |
| 15 de maig 17:30:01     | Unió Soviètica - Polyus |                           | Destinat: Terrestre Baixa                  | Prova d'armes Tecnologia              | 15 de maig               | Error de llançament  |
| 15 de maig 17:30:01     | Vol inaugural de l'Energia, un error informàtic va resultar que la nau intentés realitzar una ignició de circularització en una orientació retrògrada, va fallar en orbitar |                           |                                            |                                       |                          |                      |
| 22 de juliol 01:59:17   | Unió Soviètica - Soiuz-U2 | Unió Soviètica - Soiuz-U2 | Unió Soviètica - Baikonur Site 1/5         | Unió Soviètica - Baikonur Site 1/5    | Unió Soviètica           | Unió Soviètica       |
| 22 de juliol 01:59:17   | Unió Soviètica - Soiuz TM-3 |                           | Terrestre Baixa (Mir)                      | Mir EP-1                              | 29 de desembre 09:16:15  | Reeixit              |
| 22 de juliol 01:59:17   | Vol tripulat amb tres cosmonautes, primer sirià a l'espai, substitució per l'emmalaltit membre de l'EO-2 |                           |                                            |                                       |                          |                      |
| 21 de novembre 02:19:00 | Europa - Ariane 2 | Europa - Ariane 2         | França - Kourou ELA-2                      | França - Kourou ELA-2                 | França - Arianespace     | França - Arianespace |
| 21 de novembre 02:19:00 | Alemanya Occidental - TV-SAT 1 | Deutsche Bundespost       | Actual: Cementiri Operacional: Geosíncrona | Comunicacions                         | En òrbita                | Error del vehicle    |
| 21 de novembre 02:19:00 | Immediatament després del seu llançament, un dels seus panells solars no es va desplegar, i, com a resultat l'antena la principal no va poder desplegar, que es troba darrere del panell solar. Breument s'utilitza per verificar els sistemes del satèl·lit Spacebus 300 abans de ser retirat a òrbita cementiri. |                           |                                            |                                       |                          |                      |
| 21 de desembre 11:18:03 | Unió Soviètica - Soiuz-U2 | Unió Soviètica - Soiuz-U2 | Unió Soviètica - Baikonur Site 1/5         | Unió Soviètica - Baikonur Site 1/5    | Unió Soviètica           | Unió Soviètica       |
| 21 de desembre 11:18:03 | Unió Soviètica - Soiuz TM-4 |                           | Terrestre Baixa (Mir)                      | Mir EO-3                              | 17 de juny 1988 10:12:32 | Reeixit              |
| 21 de desembre 11:18:03 | Vol tripulat amb tres cosmonautes |                           |                                            |                                       |                          |                      |

## Encontres espacials
No van haver encontres espacials el 1987.